# Flubergs kommun
Flubergs kommun (norska: Fluberg kommune) är en tidigare kommun i dåvarande Oppland fylke i Norge. Området motsvaras idag av Flubergs socken som utgör den nordligaste delen av Søndre Lands kommun.

## Administrativ historik
Flubergs kommun bildades den 1 januari 1914 då Søndre Lands kommun delades. Kommunen hade då 2 027 invånare.
Den 1 januari 1962 blev det meste av Flubergs kommun åter sammanslagen med Søndre Lands kommun. En mindre del hamnade istället i Nordre Lands kommun.